# Vilenski sporazum (1561)
Vilenski sporazum, sklenjen 28. novembra 1561 v Vilni, je bil sporazum med Livonsko konfederacijo in Veliko litovsko kneževino. S sporazumom so se deli Livonije, ki niso pripadali niti Danski niti Švedski, z izjemo svobodnega cesarskega mesta Rige, s Pacta subiectionis (Provisio ducalis) podredili velikemu litovskemu knezu Sigismundu II. Avgustu. Sigismund je v zameno zagotovil zaščito pred Ruskim carstvom in potrdil tradicionalne privilegije livonskih stanov, določene v Privilegium Sigismundi Augusti. 
Sekularizacija Livonskega reda je bila "zadnje dejanje"  v prehodu Livonije iz srednjega veka v zgodnji novi vek. Ozemlje je bilo reorganizirano v Vojvodstvo Kurlandija in Semgalija ter Vojvodino Livonijo. Slednja je med vojno tekmovala z Livonskim kraljestvom. Sigismundov naslednik Štefan Báthory je prezrl privilegije iz leta 1561, objavil novo ustavo in začel protireformacijo. Ti ukrepi so bili po švedski osvojitvi Livonije  razveljavljeni. Ko je Livonija po nizu  kasnejših vojn leta 1710 kapitulirala pred Rusijo, je Peter Veliki potrdil Privilegium Sigismundi Augusti. 

## Ozadje
Leta 1513 je veliki mojster Livonskega reda odkupil svoj red od Tevtonskega viteškega reda, zato sekularizacija države Tevtonskega reda, ki je leta 1525 privedla do ustanovitve protestantske Vojvodine Prusije pod poljskim kraljem, ni vplivala na Livonijo. V slednji je Wolmarski (Valmierski) reces leta 1546 prepovedal kakršno koli prihodnjo sekularizacijo. Protestantska reformacija se je začela v Rigi leta 1517 in se nato razširila na vso Livonijo. Leta 1554 je bila razglašena verska svoboda.
Ker je bila Livonska konfederacija zaradi notranjih sporov v zatonu, je ena frakcija Livonskega reda podpirala zbliževanje s Poljsko in Litvo, druga frakcija pa je temu silovito nasprotovala. Po državljanski vojni, ki se je začela leta 1556, je prevladala propoljska frakcija.
S Pozvolskim sporazumom, sklenjenim leta 1557, se je Livonska konfederacija obrnila po zaščito na Poljsko-Litvo, kar je sprožilo posredovanje ruskega carja Ivana IV. Groznega. Slednje se je kasneje pretvorilo v livonsko vojno. Leta 1558 je Ivan IV. osvojil območje Dorpata (Tartuja) in s tem uničil Dorpatsko škofijo. Z Vilenskim sporazumom, sklenjenim 31. avgusta 1559, je Gotthard von Kettler, veliki mojster Livonskega reda, postavil ozemlja reda pod zaščito poljskega kralja in velikega litovskega vojvode Sigismunda II. Avgusta. Red je odstopil približno sedmino svojega ozemlja, Sigismundu dovolil, da na svojih najpomembnejših gradovih postavi garnizije, in se strinjal, da si bo z njim delil vse osvojitve na škodo Ivana IV.  Zavezništvo je bilo namenjeno nevtralizaciji neposredne grožnje priključitve ozemelj reda k Rusiji. Kettler je bil kljub vojaški podpori poljsko-litovskega kanclerja Mikołaja "Črnega" Radziwiłła poražen v bitki pri Ērģemeju (Ermes, 1560) in ni mogel preprečiti okupacije večine Livonije s strani ruskih sil. Po sklenitvi sporazuma se je razpadajoči red strinjal s sekularizacijo, če bi bila potrebna. Ker Sigismund ni bil pripravljen vojaško podpreti Vilenskega sporazuma iz leta 1559, je red nadaljeval iskanje zaščitnika na dvorih Danske in Norveške ter Svetega rimskega cesarstva.
Leta 1560 je Johann von Münchhausen prodal svoji škofiji Ösel-Wiek in Kurlandijo Magnusu, bratu danskega kralja Friderika II. Junija 1561 se je del Estonije podredil Švedski. Riga se je obrnila k Svetemu rimskemu cesarstvu in postala svobodno cesarsko mesto.  Pod pritiskom ruskega carja Ivana IV. so ostanki Livonske konfederacije 28. novembra 1561 sklenili sporazum s Poljsko in Litvo, s katero so se podredili Sigismundu II. Avgustu.

## Sporazum
Novembra 1561 je novi veliki mojster reda Gotthard Kettler sekulariziral  Red livonskih bratov in predal Livonijo Sigismundu II. Avgustu; zase je obdržal Vojvodino Kurlandijo kot poljsko-litovski vazal. Severna križarska vojna se je končala,  a so se začele severne vojne

Sporazum je vseboval Pacta subjectionis (Dogovor o podreditvi), s katero so livonski stanovi priznali poljsko-litovsko nadoblast. Ta dokument je znan tudi kot Provisio ducalis.
V sporazum je bil vključen tudi Privilegium Sigismundi Augusti (Privilegiji Sigismunda Avgusta), s katerim je Sigismund II. Avgust livonskim posestnikom zagotovil več privilegijev, vključno z versko svobodo, in ohranitev tradicionalne nemške jurisdikcije in uprave. Določbe glede verske svobode so prepovedovale kakršno koli regulacijo tradicionalnega protestantskega reda s strani verskih ali posvetnih oblasti in določale, da primere nesoglasij presojajo le protestantski učenjaki.
Livonske pokrajine južno od Zahodne Dvine, ki so obsegale Kurlandijo in Semgalijo (Semgallen, Zemgale, Žiemgala), so bile organizirane kot posvetno Vojvodstvo Kurlandija in Semgalija z Gotthardom von Kettlerjem kot vojvodo. Kurlandija in Semgalija, oblikovani po pruskem vzoru, sta tako postali dedni fevd velikega litovskega kneza in kasneje poljske krone.
V nasprotju z njima je bila Livonija severno od Zahodne Dvine podrejena neposredno Sigismundu II. Avgustu kot Livonsko vojvodstvo, imenovano tudi Livonia transdunensis. Kettler je bil postavljen za Sigismundovega livonskega  "kraljevega upravitelja". Riga je bila izvzeta iz teh vojvodstev in postala  svobodno cesarsko mesto Svetega rimskega cesarstva. Del Estonije z Revalom (Talinom) je bil pod švedsko zaščito, najzahodnejši del Estonije z Øselom (Ösel, Saaremaa) pa je bil danski.

## Posledice
V Kurlandiji in Semgaliji je bil na podlagi Vilenskega sporazuma iz leta 1561 vzpostavljen stabilen politični sistem, ki je bil spremenjen šele leta 1617 s Formula regiminis in Statuta Curlandi. Ta dokumenta sta domorodnim plemičem podelila dodatne pravice na vojvodov račun.
Razmere severno od Dvine so bile precej drugačne. 25. decembra 1566 je bila z Grodensko unijo vzpostavljena prava unija med Livonsko vojvodino in Veliko litovsko kneževino. Upravne enote Livonije so bile reorganizirane, njeni kastelani pa so postali člani litovskega senata. Unija ni vplivala na livonsko jurisdikcijo, ki naj bi se še naprej izvajala po tradicionalnih običajih. Ko se je leta 1569 poljsko-litovska personalna unija z Lublinsko unijo preoblikovala v pravo unijo, se pravi skupno poljsko-litovsko državo, je Livonija postala poljsko-litovski kondominij.
Skoraj vso Livonijo severno od Dvine je med letoma 1572 in 1577 podjarmil ruski car Ivan IV. Grozni. Magnus Livonski je poleg svojih livonskih posesti kupil tudi nasledstvo v škofiji Reval (Talin) in ustanovil Livonsko kraljestvo pod pokroviteljstvom Ivana IV. Po poljsko-švedski zmagi v bitki pri Wendenu leta 1578 so bile ruske sile izgnane iz Livonije in livonska vojna se je končala z Jam Zapoljskim sporazumom  in Pljusskim sporazumom. Po teh sporazumih je Sigismundov naslednik Štefan Báthory končno lahko ponovno prevzel oblast nad Livonsko vojvodino.
Báthory je ponovno osvojena ozemlja obravnaval kot svoj vojni plen. Privilegijev Sigismunda Avgusta ni hotel potrditi in jih je leta 1582 nadomestil s Constitutiones Livonicae (Ustave Livonije).  Ustava je sicer tolerirala domorodno in augsburško veroizpoved, vendar jima je preklicala status osnovne pravice in ni vsebovala nobenih privilegijev. Tradicionalna nemška uprava in jurisdikcija sta bili postopoma oslabljeni z ustanovitvijo vojvodstev, imenovanjem kraljevih uradnikov in zamenjavo nemščine s poljščino kot upravnim jezikom.
Riga je bila z Drogičinskim sporazumom, sklenjenim 14. januarja 1581, dodana poljsko-litovski Livoniji. Njene svoboščine so bile Corpus Privilegiorum Stephanorum zmanjšane na takšne, ki so veljale v Livoniji.
Pod Štefanom Báthoryjem je bila Livonska vojvodina podvržena protireformaciji, ki jo je vodil škof Otto von Schenking, ki se je spreobrnil v katolištvo, in jezuiti iz Rige in Dorpata (Tartuja). Jezuitski kolegiji in katoliška škofija s sedežem v Wendnu (Cēsis) so bili ustanovljeni leta 1566. Protireformacija se je osredotočila na latvijsko in estonsko prebivalstvo, saj v Privilegiumu Sigismundi Augusti ni bilo izrecno omenjeno. Takšna razlaga je sporna, saj so nemški livonski stanovi tradicionalno govorili v imenu vseh Livoncev. Luteranom je bilo prepovedano pridigati v estonščini, latvijščini in ruščini, hkrati pa so bili katoliški dokumenti objavljeni v vseh teh jezikih. Štefan Bathory je sodeloval v protireformaciji tako, da je katoliški cerkvi dodelil prihodke in posestva, zasežena protestantom, ter sprožil, večinoma neuspešno, kampanjo novačenja katoliških kolonistov.
Izkazalo se je, da so imeli ti ukrepi omejen vpliv na estonsko in latvijsko prebivalstvo, medtem ko so nemško plemstvo odtujili do te mere, da je  podprlo švedski prevzem Livonije, brez Latgalije, Kurlandije in Semigalije, formaliziran z Altmarškim premirjem (1629) in Stuhmsdorfskim sporazumom (1635). Leta 1600 so se začele poljsko-švedske vojne, ki jih je sprožil poskus katoliškega Sigismunda III. Poljskega, da bi protestantsko Švedsko Estonijo vključil v poljsko-litovsko Livonsko vojvodstvo. Estonsko plemstvo  se je takrat obrnilo po zaščito na vojvodo Södermanlanda in kasneje švedskega kralja Karla IX. Karel IX. je izgnal poljske sile iz Estonije, njegove pohode v Livonski vojvodini pa je leta 1621 zaključil njegov naslednik Gustav Adolf, ki je večine Livonske vojvodine pretvoril v domeno Švedske Livonije.
Švedska vladavina je končala protireformacijo in livonskemu plemstvu vrnila privilegije, podobne tistim v Privilegijih Sigismunda Avgusta. Ko sta se leta 1710 Estonija in Livonija med veliko severno vojno predali Rusiji, sta se v kapitulaciji izrecno sklicevali na Privilegije Sigismunda Avgusta, ki so bili potrjeni v   Nystadskem sporazumu leta 1721.